# دونسئل
شهر دونسئل (به فرانسوی: Donceel) در شهرستان ورم (بلژیک) در استان لیئژ در منطقه فدرال والوون در کشور بلژیک واقع شده‌است.

## نگارخانه

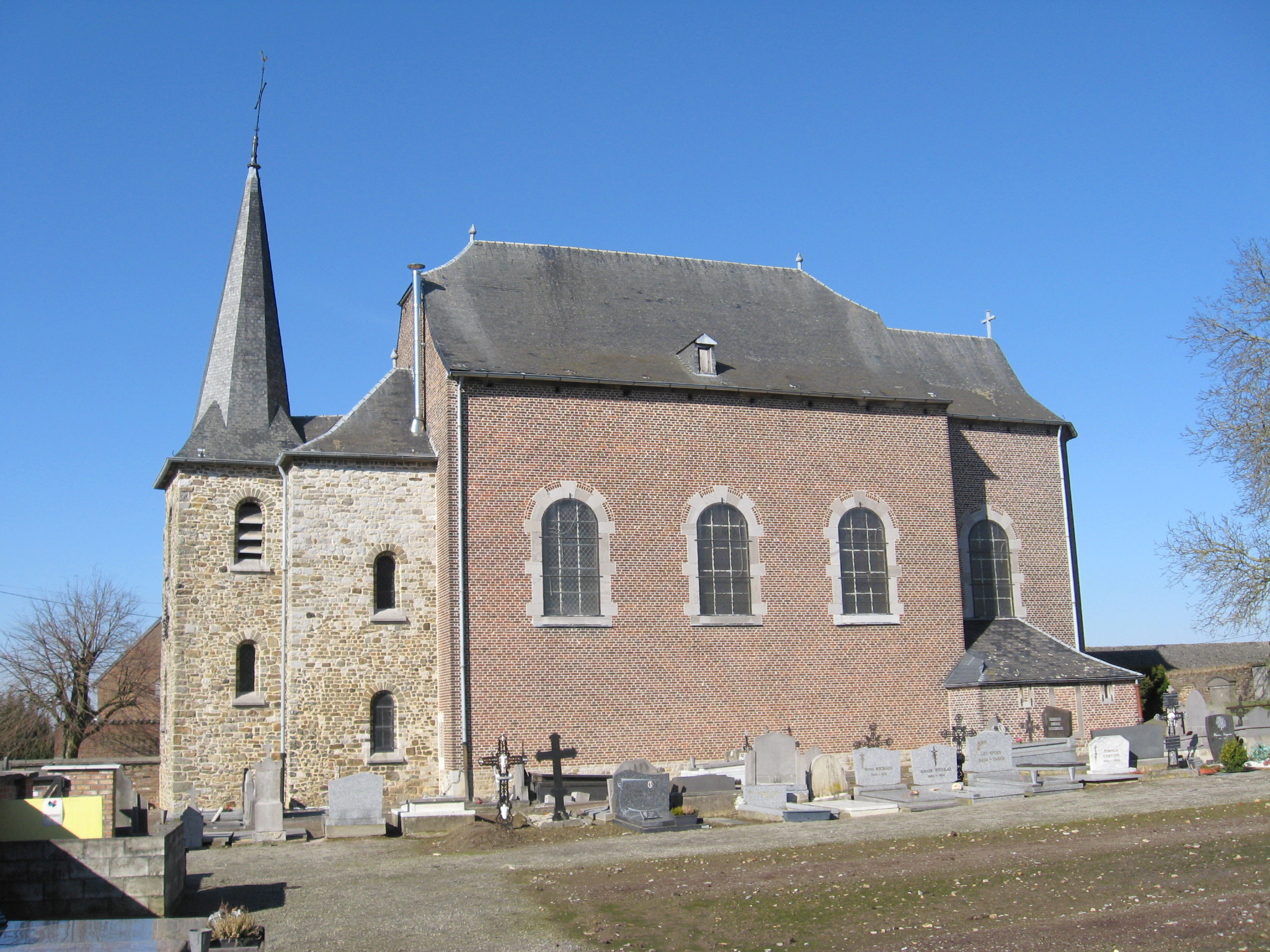
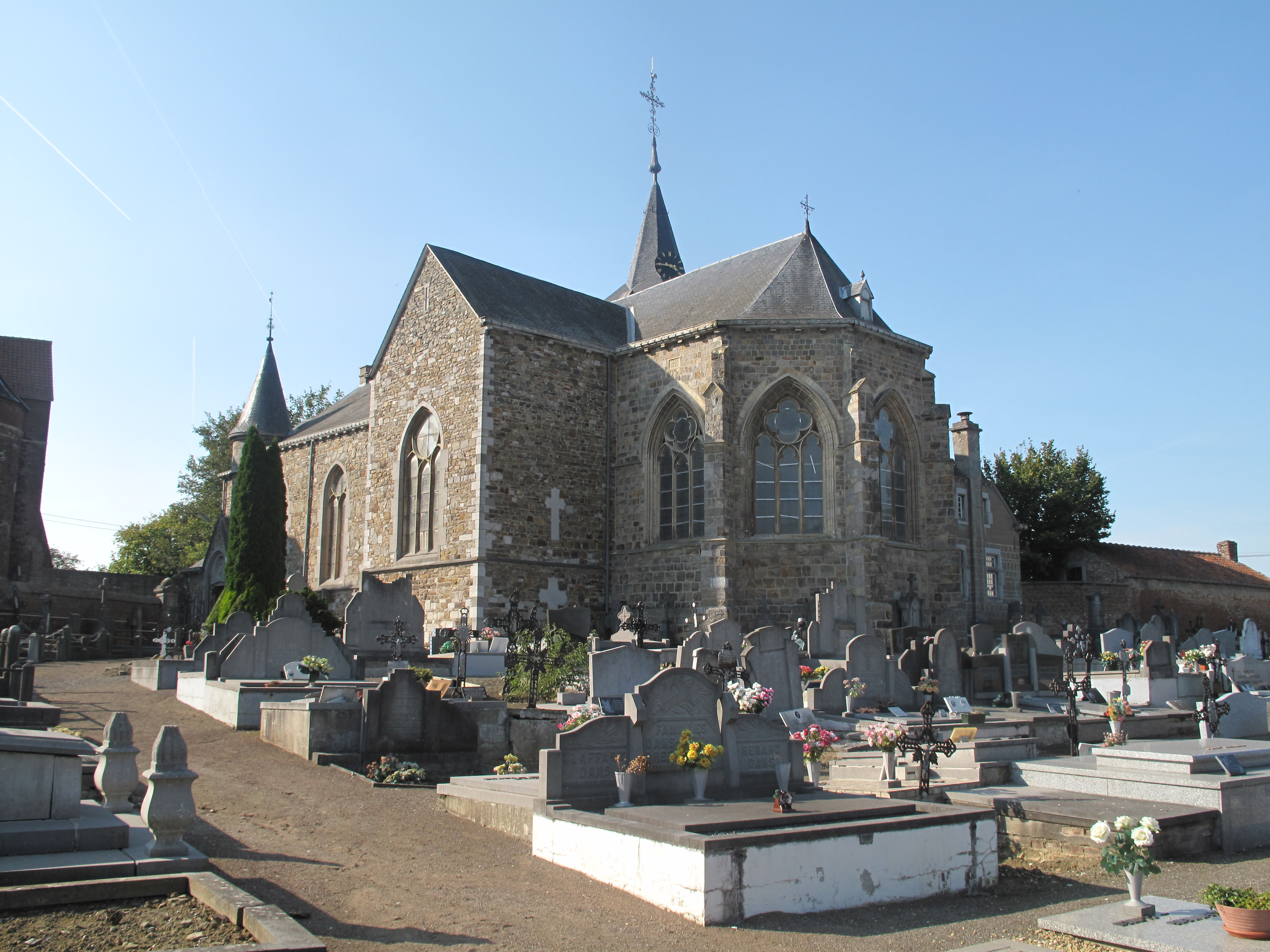
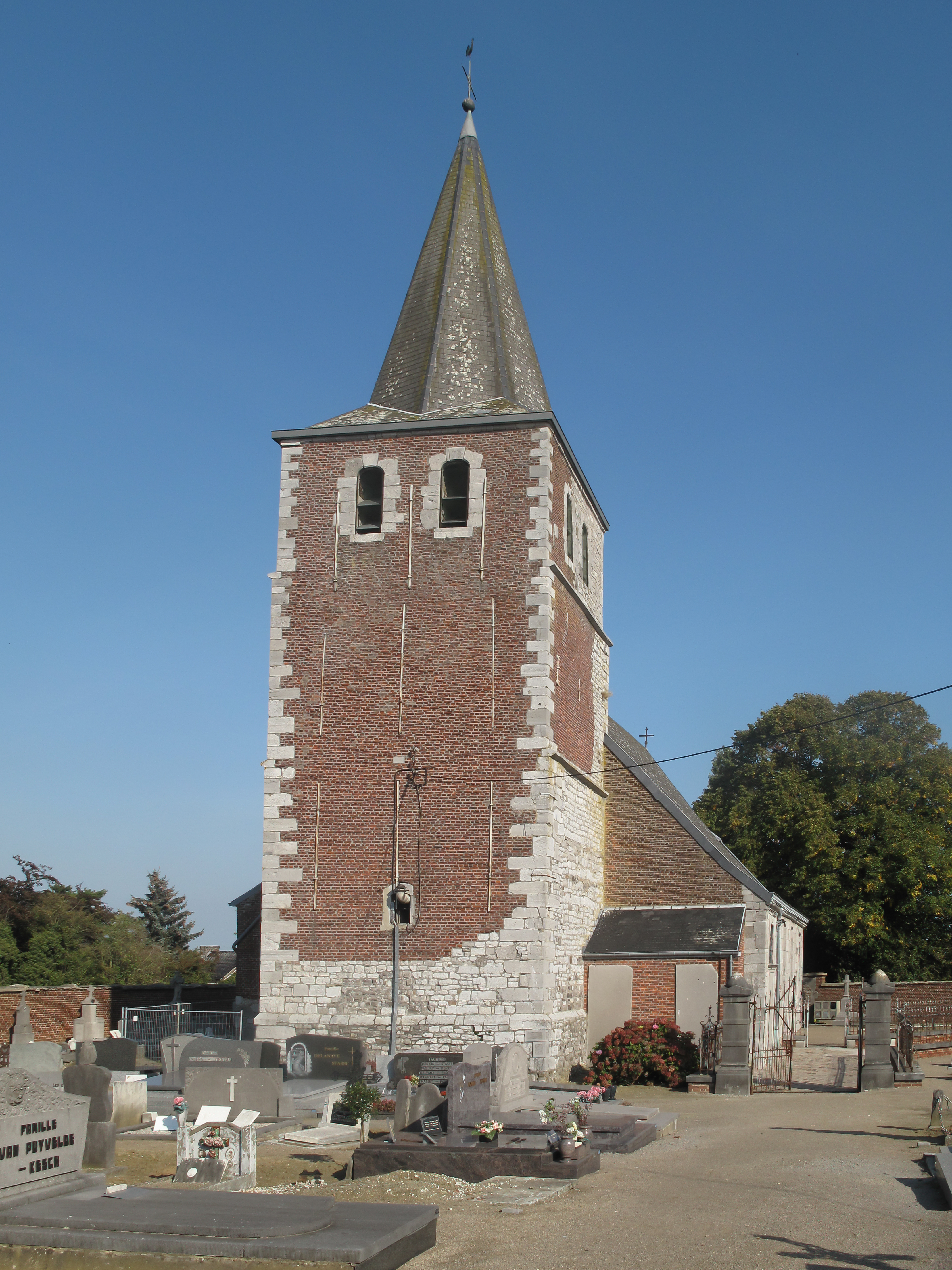